# Синдзю
Синдзю (яп. 心中 синдзю:) в переводе с японского означает «единство сердец». Синдзю в общем понимании — совместное самоубийство двух влюбленных, которые не видят другого способа остаться вместе. Влюблённые верили, что вследствие синдзю их души соединятся на небесах, виденье, поддерживаемое феодальным учением в период Эдо в Японии, которое учило, что связь между двумя любовниками продолжается в следующем мире.

## Культурное значение
Двойные самоубийства были довольно распространены в Японии на протяжении всей истории, двойное самоубийство является важной темой репертуара кукольного театра. Трагическая развязка обычно известна зрителям, и ей предшествует митиюки, маленькое поэтическое путешествие, где влюблённые вспоминают самые счастливые моменты своей жизни и свои попытки полюбить друг друга.
Пьеса бунраку Тикамацу Мондзаэмона «Двойное самоубийство в Сонэдзаки» («Сондзаки Синдзю») — одна из пьес японского кукольного театра, в которых наличествует мотив синдзю. Фильм «Самоубийство влюблённых в Сонэдзаки» режиссёра Ясудзо Масумура является примером поэтичного представления синдзю в японской культуре.